# Moston (Cheshire West and Chester)
Pour les articles homonymes, voir Moston.
Moston est une paroisse civile et un village du Cheshire, en Angleterre.